# L'avventura della banda maculata
L'avventura della banda maculata (The Adventure of the Speckled Band, noto anche come L'avventura della fascia maculata), è un racconto giallo del 1892, l'ottavo dei 56 che vedono protagonista Sherlock Holmes scritti dall'autore britannico Arthur Conan Doyle. La storia fu pubblicata originariamente nel 1892 nel numero di febbraio della rivista The Strand Magazine e fu l'ottava ad essere inclusa alla raccolta Le avventure di Sherlock Holmes. Si tratta di uno dei quattro enigmi della camera chiusa affrontati da Holmes e lo stesso Conan Doyle l'ha collocata al primo posto fra le sue 19 storie preferite.
Doyle ha scritto e prodotto un'opera teatrale basata sulla storia, che ha debuttato al teatro Adelphi di Londra il 4 giugno 1910. Lo spettacolo, che ha avuto come protagonisti H. A. Saintsbury nel ruolo di Holmes e Lyn Harding in quello del Dr. Roylott, aveva inizialmente il nome The Stonor Case e differiva dalla storia originale in vari dettagli, come i nomi dei personaggi.

## Trama
Una mattina (agli inizi dell'aprile 1883), Holmes e Watson si svegliano più presto del solito per incontrare Helen Stoner, giovane donna in cerca di aiuto; infatti, ella rivela di sentire la sua vita minacciata dal suo patrigno Grimesby Roylott, un dottore che in passato viveva a Calcutta, dove sposò la già vedova madre di Helen. La giovane spiega che il suo patrigno è l'ultimo, impoverito, sopravvissuto di una famiglia aristocratica originaria del Surrey, ricca ma violenta e amorale, ed egli ha già scampato una volta la pena capitale per aver ucciso il suo maggiordomo indiano in un accesso d'ira. La sorella gemella di Helen era morta due anni addietro, poco prima di sposarsi; prima di morire, Helen la sentì esclamare "La banda maculata!", senza però capire a cosa si riferisse. La stessa Helen è adesso fidanzata, e ha iniziato a sentire strani rumori e ad osservare strane attività nei pressi di Stoke Moran, la tenuta dove vive col suo patrigno.
Il dottore ha inoltre delle strane abitudini: permette a degli zingari di accamparsi nel parco della sua dimora e possiede un ghepardo e un babbuino come animali domestici. Egli è inoltre solito compiere strane modifiche alla casa: alcune prima della morte di Julia (la gemella di Helen) e altre nell'ultimo periodo, costringendo Helen a dormire nella camera della sorella a causa della riparazione di un muro.
Holmes decide di accettare il caso, programmando una visita alla dimora nel pomeriggio. Tuttavia, prima che possa recarvisi, viene visitato dallo stesso Dr. Roylott, che lo minaccia intimandogli di non interferire. Incurante, Holmes si reca dapprima al tribunale per esaminare il testamento della madre di Helen e poi a Stoke Moran.
Giunto alla tenuta, Holmes esamina attentamente gli interni e gli esterni. Tra le altre cose, nota che il letto è stato fissato al pavimento, il cordone da campanello è in realtà finto e il foro di ventilazione non comunica con l'esterno ma con la camera del dottore.
Holmes e Watson decidono allora di passare la notte nella camera di Helen. Attendono nell'oscurità, finché all'improvviso notano un lieve rumore metallico e una fioca luce provenire dal foro di ventilazione, che mettono Holmes in guardia. Accendendo rapidamente un fiammifero, egli vede sul cordone la cosiddetta "banda maculata", ovvero un serpente velenoso, che colpisce con un bastone e costringe a tornare indietro, attraverso il foro di ventilazione. Spaventato, il serpente attacca Roylott, che ne stava aspettando il ritorno dopo la morte di Helen. Holmes rivela a Watson il motivo del crimine: la madre di Helen aveva lasciato un reddito annuo di 750 £, del quale ognuna delle due figlie avrebbe ottenuto un terzo in seguito al proprio matrimonio. Per questo motivo, Roylott aveva pianificato il modo per uccidere entrambe le figliastre prima del matrimonio, così da non perdere i soldi che Helen e sua sorella avrebbero altrimenti preso per sé.

## Ispirazione
Richard Lancelyn Green, curatore dell'edizione del 2000 di Le Avventure di Sherlock Holmes, sostiene che per la storia Doyle si sia ispirato ad un articolo intitolato "Called on by a Boa Constrictor. A West African Adventure", pubblicato nel febbraio 1891 sul Cassell's Saturday Journal. Nell'articolo, un capitano racconta di come fosse stato mandato in un remoto accampamento nell'Africa occidentale ad abitare nella baracca appartenuta a un commerciante portoghese. Durante la prima notte, venne svegliato da uno scricchiolio e vide "una cosa scura e strana scendere dal ventilatore sovrastante". Si scoprì in seguito che si trattava di un Boa constrictor, o più probabilmente di un pitone, data l'assenza di Boa in Africa. Il capitano, paralizzato dal terrore che il serpente giungesse nella stanza e impossibilitato a gridare, notò una vecchia campana pendere da sopra una finestra. Il cordone era rotto, ma riuscì lo stesso a suonarla con un bastone, dando così l'allarme.

## Accoglienza

### La vipera di palude

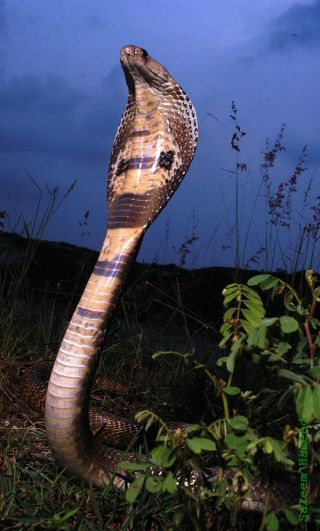
Naja naja, il cobra indiano.

Il nome "vipera di palude" è in realtà un'invenzione, e i trattati scientifici dell'epoca non menzionano alcun tipo di vipera presente in India. Per gli appassionati di Sherlock Holmes che amano trattare i racconti come visioni alterate di eventi reali, la vera identità di questo serpente è stata un mistero sin dalla pubblicazione della storia, anche per gli erpetologi professionisti. Molte sono state le specie di serpenti proposte, e Green è giunto alla conclusione che la corrispondenza più stretta sia con il cobra indiano piuttosto che con il Boa constrictor, che non è nemmeno velenoso. Il cobra indiano ha strisce bianche e nere, ed è uno dei serpenti velenosi indiani più letali, grazie ad una neurotossina in grado di uccidere in pochi minuti. È inoltre in grado di arrampicarsi ed è utilizzato dagli incantatori di serpenti indiani. I serpenti sono sordi in senso stretto, ma possono percepire vibrazioni e suoni a bassa frequenza, rendendo di fatto plausibile il poter richiamare un serpente fischiando.
Nella serie televisiva Le Avventure di Sherlock Holmes e del Dr. Watson, il problema della sordità viene risolto dal Dr. Roylott bussando lievemente sul muro in modo da produrre vibrazioni udibili dal serpente.
Il Bitis arietans africano, la vipera di Russell e la vipera rostrata hanno a loro volta delle somiglianze con la vipera di palude descritta nella storia, sebbene utilizzino un'emotossina, veleno a lenta azione.

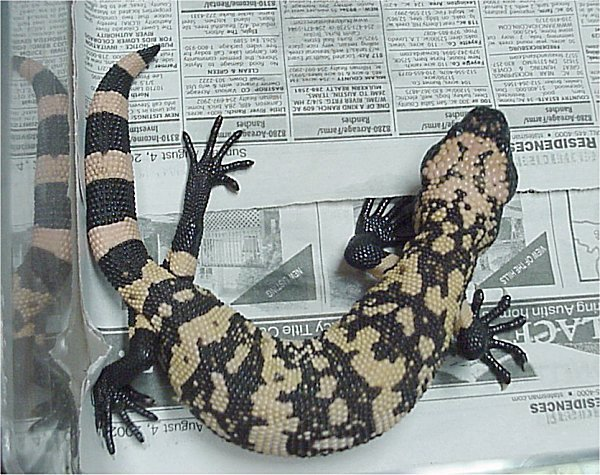
Heloderma suspectum, il "mostro di Gila" messicano.

L'erpetologo Laurence Monroe Klauber ha proposto, in un articolo tongue-in-cheek nel quale rimprovera Watson per aver sbagliato il nome del serpente, una teoria secondo la quale la vipera di palude sarebbe un ibrido tra il mostro di Gila messicano e il cobra indiano. La sua teoria suggerisce che Doyle possa aver nascosto un doppio significato nelle parole di Holmes. Nell'originale in inglese Watson riporta le parole "It is a swamp adder, the deadliest snake in India" ("È una vipera di palude, il serpente più letale dell'India"); Klauber sostiene che in realtà Holmes abbia detto "It is a samp-aderm, the deadliest skink in India" ("È un samp-aderm, la lucertola più letale dell'India"), in cui samp-aderm può essere tradotto proprio con "mostro di Gila". Infatti, samp è la parola hindi che significa "serpente", mentre aderm deriva da heloderm, termine col quale i naturalisti europei indicano appunto il mostro di Gila. Il termine skink indica per l'esattezza gli Scincidi, famiglia di sauri simili ai serpenti. Un rettile ibrido come quello ipotizzato avrebbe un veleno altamente rafforzato dall'ibridazione, in grado di garantire la morte pressoché istantanea della vittima. Sarebbe inoltre dotato di orecchie, al pari delle altre lucertole, che gli permetterebbero di udire il fischio, e di gambe e artigli che lo renderebbero in grado di correre per il cordone facilmente e rapidamente.

## Adattamenti
Lo stesso Conan Doyle scrisse uno spettacolo teatrale basato sul racconto. Nel dicembre 1909, Doyle aveva affittato il teatro Adelphi per la raffigurazione del suo elaborato dramma The House of Temperley, che non riscosse grande successo. Quando Edoardo VII morì improvvisamente nella primavera successiva, i teatri del West End chiusero per lutto. Lo spettacolo aveva già fatto perdere numerosi soldi, e la chiusura dei teatri ne segnò la scomparsa definitiva. Doyle aveva già rifiutato l'offerta di subaffittare il teatro ad una commedia musicale. Pertanto, con degli enormi costi sulle spalle, lo scrittore decise di fare un "gioco audace ed energetico". L'attore americano William Gillette aveva ottenuto un notevole successo per aver raffigurato il detective nello spettacolo Sherlock Holmes, basato su un testo precedente di Conan Doyle. Lo scrittore era rimasto entusiasta per lo spettacolo, le doti recitative e gli incassi, e decise di sfruttare la sua popolarità. Scrisse uno spettacolo in un tempo brevissimo, salvando così la situazione.
(Arthur Conan Doyle)
La Banda Maculata è stato il terzo spettacolo di Conan Doyle, e il secondo con Holmes protagonista, basato con alcune modifiche sulla storia che, secondo Adrian Conan Doyle, era la preferita di suo padre.
Doyle ingaggiò Harry Arthur Saintsbury, facente parte della compagnia di Gillette, per rappresentare Sherlock Holmes; Lyn Harding, talentuoso attore di personaggi cattivi, avrebbe interpretato il dottor Rylott (modificazione del "Roylott" originario); Claude King avrebbe ricoperto il ruolo del dottor Watson e sarebbe stato utilizzato un serpente vivo. Il 4 giugno 1910, meno di un mese dopo la chiusura del primo spettacolo, l'Adelphi riaprì e accolse Sherlock Holmes sul palco.
Holmes e Watson riuscirono ad incantare il pubblico al loro solito, ma questa volta furono quasi oscurati dal dottor Roylott, che accarezzava il serpente nel suo cesto di vimini mentre un servo indù suonava una misteriosa melodia al piffero. Anche l'inchino di Conan Doyle fu messo in secondo piano dall'apparizione di Harding con il serpente arrotolato attorno al collo.
(Arthur Conan Doyle)
Vi furono in tutto 169 spettacoli al teatro Adelphi, dopodiché le esibizioni furono spostate al Globe Theatre il 28 agosto. Venne fatto anche un tour di successo in Inghilterra con due compagnie teatrali entro la fine di agosto, mentre l'esibizione di New York fu compromessa da una pessima produzione.
Le difficoltà finanziarie di Doyle erano giunte al termine, nonostante ci fossero ancora problemi da risolvere con la produzione: sebbene il cast fosse eccellente, il serpente si rivelò essere un cattivo interprete.
(Arthur Conan Doyle)
Tuttavia lo spettacolo fu un notevole successo, e salvò l'autore da una situazione pressoché disperata. Altre critiche sono dovute alla mancanza del tipico formato dei racconti di Doyle: Holmes viene introdotto tardi nella narrativa, mentre nel finale non fornisce alcuna spiegazione sulle sue deduzioni.
La produzione si trasferì a New York, e ci fu un solo altro spettacolo a Londra nel 1921.

### Adattamenti cinematografici
- Il racconto è stato adattato per il film (adesso perduto) Le ruban moucheté / The Speckled Band con Georges Tréville,[6] un film del 1923 con Eille Norwood[7] e un film del 1931 con Raymond Massey. Inoltre, il film The Spider Woman del 1944 è basato su alcune storie di Holmes, tra cui L'avventura della banda maculata.

### Adattamenti radiofonici
- Un adattamento con Basil Rathbone e Nigel Bruce fu trasmesso come episodio della serie The New Adventures of Sherlock Holmes il 12 novembre 1945.[8]
- Un adattamento con Tom Conway e Nigel Bruce fu trasmesso come episodio della serie Sherlock Holmes il 23 giugno 1947[9]
- Un adattamento con John Stanley e Ian Martin fu trasmesso come episodio della serie Sherlock Holmes il 19 dicembre 1948.[10]
- Un adattamento fu trasmetto come episodio della serie CBS Radio Mystery Theater il 28 giugno 1977.[11]
- La storia è stata adattata il 9 gennaio 1991 per BBC Radio 4, nell'ambito di un adattamento radiofonico di tutto il canone holmesiano con protagonisti Clive Merrison e Michael Williams.[12]

### Adattamenti televisivi
- Un adattamento con Alan Napier e Melville Cooper fu trasmesso come decimo episodio della serie Your Show Time della NBC il 25 marzo 1949.[13][14]
- L'episodio pilota della serie BBC Sherlock Holmes era una nuova versione del racconto, scritta da Giles Cooper, diretta da Robin Midgley e con protagonisti Douglas Wilmer e Nigel Stock.[15]
- Il racconto è stato adattato in Unione Sovietica nel 1979 con Vasilij Borisovič Livanov nel ruolo di Holmes e Vitalij Solomin in quello di Watson.
- Il racconto è stato adattato come secondo episodio della serie televisiva Sherlock Holmes e il dottor Watson nel 1979, con protagonisti Geoffrey Whitehead e Donald Pickering.[16]
- Il racconto è stato adattato come sesto episodio della serie televisiva Le avventure di Sherlock Holmes del 1984, con protagonista Jeremy Brett.[17]
- Il racconto è stato adattato per la serie anime Il fiuto di Sherlock Holmes. In questa versione, Moriarty e Roylott hanno intenzione di derubare Helen, e l'investigatore si trova coinvolto quando la sua moto si rompe costringendolo a fermarsi per la notte.
- Kōki Mitani ha adattato questo racconto, insieme a L'avventura dell'uomo carponi come episodio della serie animata Sherlock Holmes del 2014.[18]